# Mehmet Yağmur
Mehmet Yağmur, né le 1er juillet 1987, à Izmir, en Turquie, est un joueur turc de basket-ball. Il évolue aux postes de meneur et d'arrière.

## Palmarès
- EuroChallenge 2012
- Champion de Turquie 2012